# Alexei Wladislawowitsch Mironow
Alexei Wladislawowitsch Mironow (russisch Алексей Владиславович Миронов; * 1. Januar 2000 in Moskau) ist ein russischer Fußballspieler.

## Karriere

### Verein
Mironow begann seine Karriere bei Lokomotive Moskau. Zur Saison 2018/19 rückte er bei Lok in den Kader des drittklassigen Farmteams Lokomotive-Kasanka Moskau. Im Juli 2018 stand er erstmals im Kader der Profis von Lok, für die er aber nie zum Einsatz kommen sollte. Für Kasanka kam er in der Saison 2018/19 zu fünf Einsätzen in der Perwenstwo PFL. In der Saison 2019/20 absolvierte er zwölf Drittligapartien.
Nach einem weiteren Einsatz zu Beginn der Saison 2020/21 wurde Mironow im August 2020 an den Zweitligisten FK Orenburg verliehen. In seiner ersten Saison in der Perwenstwo FNL kam er zu 26 Einsätzen, in denen er vier Tore erzielte. In der Saison 2021/22 absolvierte er ebenfalls 26 Spiele und machte diesmal sechs Tore. Zur Saison 2022/23 kehrte er nicht mehr nach Moskau zurück, sondern wechselte fest zum FK Rostow.
In Rostow debütierte der Mittelfeldspieler dann im Juli 2022 gegen Lok Moskau in der Premjer-Liga.

### Nationalmannschaft
Mironow spielte zwischen 2015 und 2018 von der U-16 bis zur U-19 30 Mal für russische Jugendnationalteams.